# Мечеть Мухаммеда Сертіб-хана
Мечеть Мухаммеда Сертіб-хана (вірм. Սարդիպ մզկիթ) — шиїтська мечеть в районі Демірбулаг, Єреван.

## Історія
Побудований в XIX столітті Мухаммедом Сертіб-ханом, який представляв мусульман на російських провінційних зборах. У мечеті мав один невеликий мінарет. Разом із прилеглим медресе воно становило один комплекс.
Мечеть була знесена 1958 в очікуванні будівельних робіт на цьому місці. Сьогодні будівля медресе має адресу перевалу Вардананц, 19.